# A Thanksgiving Surprise
A Thanksgiving Surprise er en amerikansk stumfilm fra 1910.

## Medvirkende
- Marie Eline
- Frances Gibson
- William Russell